# Пауль Дарґель
Пауль Дарґель (нім. Paul Dargel; 28 грудня 1903, Ельбінг — 1945) — німецький політичний і державний діяч в епоху Третього Рейху, один із керівників німецького окупаційного режиму в Україні в роки Другої світової війни. Кавалер Лицарського Хреста Воєнних заслуг.

## Біографія
Після закінчення в 1919 році середньої школи до 1930 року працював торговцем лісом і одночасно відвідував торговельну школу.
Наприкінці 1920-х років Пауль Даргель вступив в НСДАП. У грудні 1930 року його став районним керівником (крайсляйтером) НСДАП у Кенігсберзі і депутатом прусського ландтагу. У 1932 році став гауамтсляйтером, а після приходу нацистів до влади в 1933 році — організаційним керівником області та керівником шкіл гау Східна Пруссія. На цій посаді значився до весни 1945 року.
У 1934 році Дарґель став членом Прусської провінційної ради провінції Східна Пруссія. На виборах до Рейхстагу 29 березня 1936 року Дарґель фігурував у списку кандидатів у Рейхстаг від НСДАП (так званий «Список фюрера»), проте депутатом не став.
30 листопада 1937 року Дарґель отримав місце в Рейхстазі замість вибулого депутата Фріца Адама. З цього моменту і до кінця війни в Рейхстазі він представляв виборчий округ № 1 (Східна Пруссія). Одночасно був почесним керівником Імперської служби праці в гау Східна Пруссія.
З квітня 1940 року — т. в. о. урядового президента Ціхенау, з листопада 1940 і до кінця війни — урядовий президент Ціхенау.
З 1 листопада 1941 року одночасно став начальником 2-го Головного відділу (адміністрація) Райхскомісаріату Україна, а в 1942 році став також постійним заступником райхскомісара України Еріха Коха.
30 вересня 1943 року на нього скоїв замах радянський розвідник Микола Кузнецов. У результаті кинутої Кузнецовим протитанкової гранати Дарґель отримав важкі поранення і втратив обидві ноги. Після цього на літаку він був вивезений до Берліна.
Незважаючи на важке поранення, до 10 лютого 1944 року офіційно залишався заступником Коха. З 20 квітня 1944 року — в апараті Партійної канцелярії, з 18 серпня 1944 року — дінстляйтер (начальник служби) НСДАП, уповноважений Імперського керівництва НСДАП зі східних питань, а також уповноважений Партійної канцелярії зі зв'язків із генералом Андрієм Власовим. У листопаді 1944 року був призначений начальником штабу Фольксштурму гау Східна Пруссія.
Хоча у деяких джерелах вказувалося, нібито після війни Дарґель жив у Ганновері, його дружина у ряді документів вказувала, що він «зник безвісті» у 1945 р.

## Нагороди
- Золотий партійний знак НСДАП
- Хрест Воєнних заслуг 2-го і 1-го класу
- Лицарський хрест Хреста Воєнних заслуг (15 січня 1945)